# 張潛夫
张潜夫，字为龙，福建晋江县人，明末翰林。

## 生平
崇禎十三年（1640年）庚辰科进士。选翰林院庶吉士，授检讨，因父疾假归。之後不再出仕，著有《尚书提旨》、《十七史撮要》。

## 家族
父张瑞图。